# تشم آسياب (مقاطعة تشرام)
تشم آسياب (بالفارسية: چم آسیاب) هي قرية تقع في قسم بشتة ذيلايي الريفي (مقاطعة تشرام) في إيران. يقدر عدد سكانها بـ 37 نسمة بحسب إحصاء 2016.